# Gazaca
Gazaca, Gaza o Ganzak (persa: گنزک Ganzak, griego: Γάζακα Gazaca) fue una ciudad antigua del noroeste de Irán. Estaba situada al sur del lago Urmia, y se afirma que fue el noble persa Atropates quien hizo de la ciudad su capital. Minorsky, Schippmann y Boyce aseveran que estaba cerca de Leylan (37.011555°N, 46.193187°E), en el condado Malekán, llanura de Miandoab.

## Etimología
El nombre significa «tesoro», es de origen medo, y entró en el persa en tiempos del Imperio aqueménida. Está relacionado efectivamente con la palabra persa para designar un tesoro: گنج, Ganj.

## Historia
Gazaca fue fundada por los aqueménidas, y era capital del sátrapa de Media. Perteneció al noble persa Atropates durante el siglo IV a. C., que se había pasado a las filas de Alejandro Magno, y probablemente fijó en ella su capital. El reino de Atropates se conocía como «Atropatene» o «Atropatena». El templo del fuego de Adhur Gushnasp se construyó en tiempos del reino.
Atropatene se hizo vasallo del Imperio parto en torno al 148 a. C. Los romanos asediaron la ciudad en el 36 a. C., pero fueron derrotados por un ejército conjunto del rey de Atropatene Artavasdes I y su homólogo parto Orodes II. El rey sasánida Ardacher I (224-242) suprimió el reino en el 224 d. C., pero el nombre pervivió, y la región se mantuvo como provincia separada de Media, con Gazaca como capital.
La batalla del Blarathon del 561 se libró cerca de Gazaca; enfrentó al rey sasánida Cosroes II (590-628) y al usurpador Bahram Chobin (590-591). La lid concluyó con la derrota de este, que huyó a Jorasán. Gazaca fue destruida por el emperador bizantino Heraclio en el 622, que también hizo demoler el templo del fuego de Adhur Gushnasp. Las fuentes bizantinas señalan que Gazaca era grande y contaba con unas tres mil casas.
El gobernador de Atropatene, Farruj Hormizd, no opuso resistencia a los bizantinos puesto que se había coligado con ellos y con el militar rebelde Sharvaraz. En 651, durante la conquista musulmana de Persia, el gobernador provincial de entonces, Isfandyadh, se sometió en calidad de vasallo al Califato ortodoxo. Algunos años más tarde, Isfandyadh desaparece de las fuentes, por lo que se cree que Atropatene debió incorporarse luego a los territorios dependientes directamente de la administración califal. Gazaca, que había dejado de ser la capital de Atropatene, continuó existiendo bajo los musulmanes, pero fue destruida a finales de la época medieval. Leylan, una ciudad cercana, la sustituyó.